# Закон і порядок: Злочинні наміри
«Закон і порядок: Злочинні наміри» (англ. Law & Order: Criminal Intent) — американський кримінальний серіал, частина телефраншизи «Закон і порядок» (американський процедуальний, поліцейський та юридичний телесеріал, створений Діком Вульфом).

## Сюжет
Злочинець — це головна фігура в злочині, свідок скоєного, а часто і жертва жорстоких життєвих обставин. Постійними дійовими особами серіалу є детективи департаменту з розслідування вбивств Нью-Йорка. Головні герої серіалу всього вісім детективів: Роберт Горен, Майк Логан, Зак Ніколс, Александра Імс, Керолайн Барек, Нола Фалаччі, Меган Уілер та Серена Стівенс. У кожній серії ця команда стикається з неймовірними злочинами та з тими, хто їх скоїв.

## Список епізодів
| Сезони | Кількість епізодів | Прем'єрний показ | Прем'єрний показ | Прем'єрний показ |
| Сезони | Кількість епізодів | Початок          | Завершення       | Телеканал        |
| ------ | ------------------ | ---------------- | ---------------- | ---------------- |
| 1      | 22                 | 30 вересня 2001  | 10 травня 2002   | NBC              |
| 2      | 23                 | 29 вересня 2002  | 18 травня 2003   | NBC              |
| 3      | 21                 | 28 вересня 2003  | 23 травня 2004   | NBC              |
| 4      | 23                 | 26 вересня 2004  | 25 травня 2005   | NBC              |
| 5      | 22                 | 25 вересня 2005  | 14 травня 2006   | NBC              |
| 6      | 22                 | 19 вересня 2006  | 21 травня 2007   | NBC              |
| 7      | 22                 | 4 жовтня 2007    | 24 серпня 2008   | USA Network      |
| 8      | 16                 | 19 квітня 2009   | 9 серпня 2009    | USA Network      |
| 9      | 16                 | 30 березня 2010  | 6 липня 2010     | USA Network      |
| 10     | 8                  | 1 травня 2011    | 26 червня 2011   | USA Network      |

## Римейк
Замість цього, телеканали TF1 та CityTV зняли два римейки під назвами: «Закон і порядок: Париж» (англ. Paris enquêtes criminelles) та «Закон і порядок: Торонто. Злочинні наміри» (англ. Law & Order: Toronto. Criminal Intent), яка є адаптаціями американського серіалу. Сюжет відповідає оригінальним американським історіям, але їхня дія відбувається в Парижі та в Торонто.